# Relaciones Venezuela-Yugoslavia
Las relaciones Venezuela-Yugoslavia fueron las relaciones internacionales entre Venezuela y Yugoslavia.

## Historia
El 17 de marzo de 1976, el presidente de Yugoslavia, Josip Broz Tito, llega a Venezuela en una visita oficial de tres días. Al terminar, Tito y el presidente Carlos Andrés Pérez firmaron un comunicado apoyando al Movimiento de Países No Alineados. Para ese entonces, Venezuela participaba solo como observador en el movimiento y todavía no había sido aceptada como miembro pleno.
En 1993, durante la guerra de Bosnia, Venezuela fue miembro del Consejo de Seguridad de las Naciones Unidas; defendió fuertemente y votó para imponer sanciones a Serbia por su apoyo a los serbios de Bosnia en batallas con los croatas de Bosnia alrededor de Srebrenica.
La transmisión de la telenovela venezolana «Kassandra», del canal Radio Caracas Televisión (RCTV), permitía un alto al fuego entre los bandos durante la guerra de Bosnia para poder ver la historia de la telenovela, debido a la popularidad de Kassandra en la región y la distracción que representaba. En 1997, la revista colombiana Semana reportó que en la ciudad serbia de Bosnia, Banja-Luka, simpatizantes de la presidenta serbobosnia, Biljana Plavšić, tomaron a la fuerza la estación durante un capítulo y anunciaron su cancelación, aumentando las tensiones entre ambas partes del conflicto. Espectadores se molestaron severamente y amenazaron con comenzar disturbios; el Departamento de Estado se comunicó directamente con el embajador venezolano para interceder y para que enviaran nuevamente los capítulos perdidos durante el ataque. En el mismo año, Slobodan Milošević invitó a la actriz venezolana que interpretaba a Kassandra, Coraima Torres, a Serbia, como una estrategia de campaña para las próximas elecciones, lo cual fue sumamente criticado por la oposición. De manera similar para 1998, durante la guerra de Kosovo, serbios y albaneses cesaban hostilidades para ver la telenovela venezolana «Llovizna».